# Pantaleón y las visitadoras
Pour plus de détails, voir Fiche technique et Distribution.
Pantaleón y las visitadoras est un film hispano-péruvien réalisé par Francisco José Lombardi, sorti en 2000. 
Il s'agit de la seconde adaptation du roman de Mario Vargas Llosa, après celle réalisée en 1975 par José María Gutiérrez Santos avec José Sacristán. Le film de 2000 est produit par Gerardo Herrero. L'acteur Salvador del Solar reçut pour son rôle dans ce film la Catalina de oro au Festival international du film de Carthagène.

## Synopsis
Un jeune capitaine est convoqué par ses supérieurs. En effet, les bataillons affectés en Amazonie font parler d'eux en mal. Trop de militaires ont violé des jeunes filles, et un animateur de radio commence à mener une campagne médiatique contre l'armée. Pantaleón est alors chargé de former une équipe de « visiteuses », dont le rôle sera de soulager les militaires.

## Distribution
- Salvador del Solar : Pantaleón Pantoja
- Angie Cepeda : Colombiana
- Mónica Sánchez : Pochita
- Pilar Bardem : Chuchupe
- Gianfranco Brero : Général Collazos